# Kazanluk

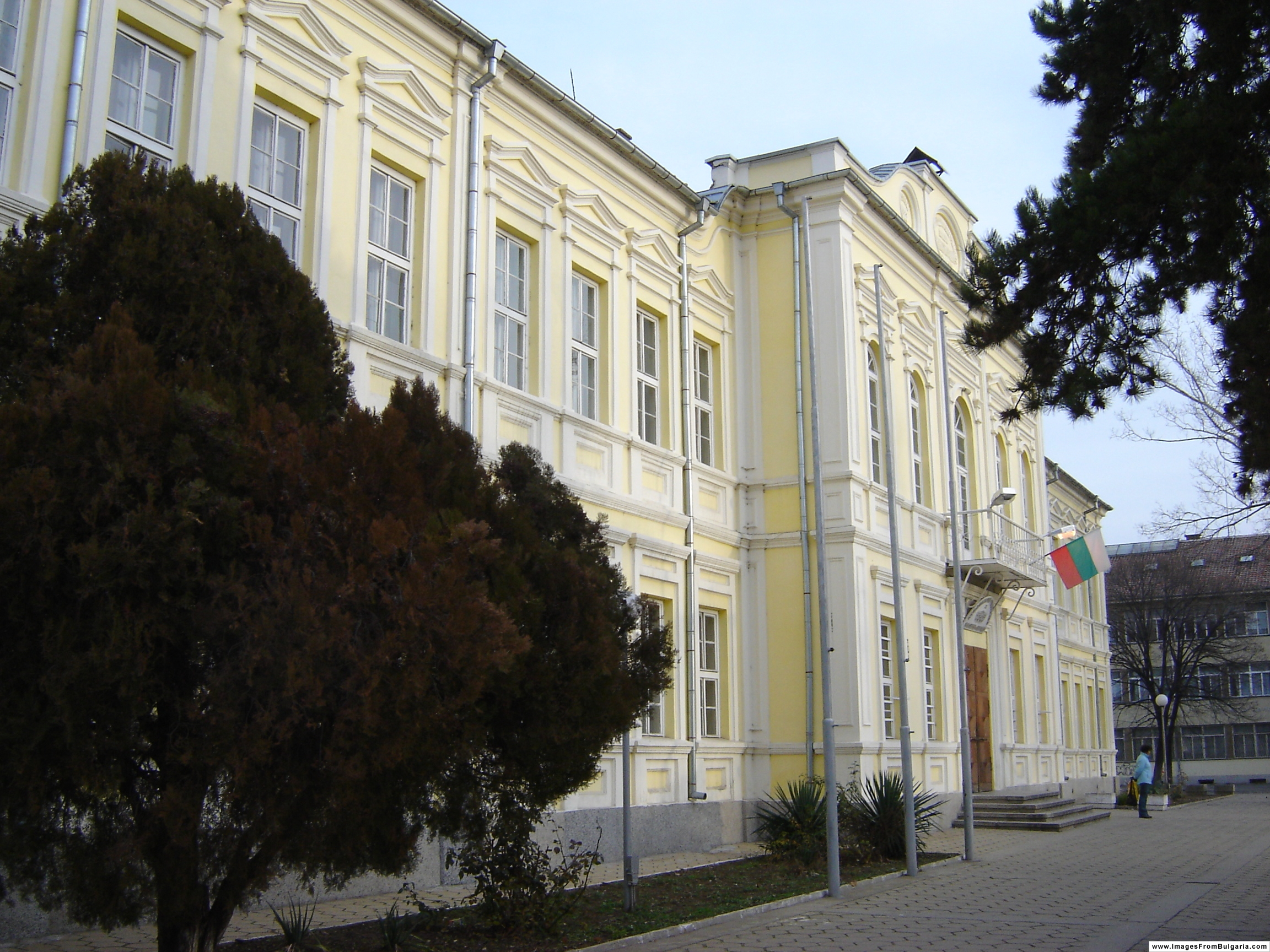

Kazanluk ou Kazanlăk (búlgaro: Казанлък) é uma cidade da Bulgária localizada no distrito de Stara Zagora.

## População
| Kazanlăk | Kazanlăk | Kazanlăk | Kazanlăk | Kazanlăk | Kazanlăk | Kazanlăk | Kazanlăk | Kazanlăk | Kazanlăk | Kazanlăk | Kazanlăk | Kazanlăk | Kazanlăk | Kazanlăk | Kazanlăk | Kazanlăk | Kazanlăk | Kazanlăk | Kazanlăk |
| --- | -------- | -------- | -------- | -------- | -------- | -------- | -------- | -------- | -------- | -------- | -------- | -------- | -------- | -------- | -------- | -------- | -------- | -------- | -------- |
| Ano | 1887     | 1910     | 1934     | 1946     | 1956     | 1965     | 1975     | 1985     | 1992     | 2001     | 2002     | 2003     | 2004     | 2005     | 2006     | 2007     | 2008     | 2009     | 2010     |
| População |          |          |          | 20,096   | 30,934   | 44,384   | 53,593   | 61,052   | 60,095   | 53,770   | 53,633   | 53,389   | 52,615   | 51,995   | 51,565   | 51,285   | 50,390   | 49,947   | 49,506   |
| Fontes: Instituto Nacional de Estatísticas, „citypopulation.de“, „pop-stat.mashke.org“, Bulgarian Academy of Sciences |          |          |          |          |          |          |          |          |          |          |          |          |          |          |          |          |          |          |          |